# Musée paléochrétien d'Aquilée
Le musée paléochrétien d'Aquilée (Museo paleocristiano di Monastero) est un musée archéologique national situé à Aquilée, dans la province d'Udine (Frioul-Vénétie Julienne), en Italie du Nord. Il abrite des œuvres et objets datant de la période chrétienne de la cité, du IVe siècle au Haut Moyen Âge (patriarcat d'Aquilée). Le musée est installé depuis 1961 dans l'ancien monastère de religieuses bénédictines de Santa Maria, au lieu-dit Monastero à la sortie nord-est de la ville.

## Histoire
Le monastère est fondé au VIIe siècle à l'époque du patriarche Jean Ier, dans la localité de Monastero, à Aquilée ; il est détruit lors des invasions hongroises du Xe siècle et refondé par le patriarche Poppon d'Aquilée au XIe siècle.
Le décret du tribunal du 30 octobre 1782 sanctionne, dans le cadre des réformes décidées par Joseph II, l'abolition du monastère et le transfert des religieuses à Cividale del Friuli. Le patrimoine, confisqué par le Fonds de la religion, est vendu en 1784 au comte Raimondo della Torre-Hofer et Valsassina. À partir de 1787, et plus encore de 1852, année où le complexe est acheté par Eugenio de Ritter Záhony, une série de travaux de transformation des structures monastiques commence, selon les besoins du moment, ce qui conduit à une modification profonde des lieux : le bâtiment de l'église est notamment utilisé comme folador, c'est-à-dire un lieu pour la vinification, où ont lieu en 1895, les premières découvertes qui ont conduit en 1961, à sa dernière destination en musée.
Le site a une histoire très ancienne : des fouilles archéologiques menées après 1961 ont permis de découvrir que le monastère se dressait sur les vestiges d'une grande basilique recouverte de sols en mosaïque, dont la première construction remonte aux environs de 345, qu'il est désormais possible de visiter.

## Collections

### Rez-de-chaussée
Au rez-de-chaussée, on peut observer, à partir d'une passerelle, les traces de la basilique paléochrétienne (édifice rectangulaire à nef unique dans un premier temps, prolongée par une abside) du IVe siècle, qui a précédé le monastère bénédictin. Il reste une partie du pavement de mosaïques, ainsi que les vestiges des piliers de pierre qui ont permis de transformer l'édifice dans un deuxième temps (fin Ve ou bien VIe siècle) en basilique à trois nefs. 
L'atrium conserve une table copte du IVe siècle et de nombreux fragments de mosaïque provenant de diverses fouilles à Aquilée. Des statues et des épitaphes y sont conservées.
Les deux étages ne couvrent qu'une partie de la nef, de sorte qu'on peut observer d'en haut, comme d'un balcon, les vestiges conservés au rez-de-chaussée.

### Premier étage
Le premier étage conserve la reconstruction de la grande mosaïque de l'abside paléochrétienne découverte en 1894 au Fondo Tullio de Beligna, immédiatement au sud d'Aquilée sur la route de Grado, qui peut raisonnablement être identifiée avec celle dite « degli Apostoli », construite vers 390. Cette mosaïque de la fin du IVe siècle représente douze agneaux autour d'un paon, symbole de résurrection et d'immortalité, dans un entrelacs de sarments de vigne. Elle symbolise le Christ et les douze Apôtres. 
Un bas-relief inachevé du IVe siècle avec les visages des saints Pierre et Paul, de profil et se faisant face, et une plaque, de la même époque, avec la représentation du baptême d'un enfant, y sont conservés.

### Deuxième étage
Au deuxième étage, on trouve principalement des stèles et inscriptions funéraires des IVe et Ve siècles. Parmi les inscriptions, celle de Restutus est d'un intérêt particulier : Restutus est un étranger, venu d'Afrique ; retenu à Aquilée (par la maladie ?), sans pouvoir retourner auprès des siens malgré son profond désir de retrouver sa terre natale, il a été accueilli et aidé comme un des leurs par la confrérie des Florenses, dont il a reçu «  beaucoup d'affection, plus que ce qu'il aurait reçu de ses propres parents » et qui lui a élevé cette sépulture.
La plaque avec la représentation de la rupture de l'amphore, qui symbolise la libération de l'âme du corps, présente un intérêt particulier.